# Epinephelus andersoni
Epinephelus andersoni és una espècie de peix de la família dels serrànids i de l'ordre dels perciformes.

## Morfologia
Els mascles poden assolir els 87 cm de longitud total.

## Distribució geogràfica
Es troba al sud-est de l'Atlàntic i a l'oest de l'Índic.